# Тополівка (Сіверськодонецький район)
Тополівка — село в Україні, у Лисичанській міській громаді Сіверськодонецького району Луганської області. Населення становить 92 особи. 

## Населення
За даними перепису 2001 року населення селища становило 92 особи, з них 78,26% зазначили рідною українську мову, 20,65% — російську, а 1,09% — іншу.